# كفر المياسرة
كفر المياسرة هي إحدى قرى مركز الزرقا التابع لمحافظة دمياط بجمهورية مصر العربية.